# スピーディー・ゴンザレス
スピーディー・ゴンザレス（Speedy Gonzales）は、ワーナー・ブラザースのアニメキャラクター。ソンブレロを被った褐色肌に重度のメキシコ訛りの英語という、メキシコ人のステレオタイプ的な特徴を有するネズミで、「全メキシコ最速のネズミ」という触れを持つ。「ルーニー・テューンズ」の人気キャラクターで、いつも上下白い服装に赤のスカーフを巻いている。1961年にデイヴィッド・ダンテが発表し、1962年にパット・ブーンのカバーで大ヒットした同名のノベルティ・ソングでも知られる。「メリー・メロディーズ」にも登場した事がある。

## キャラクター
とにかくチーズが大好きですばしっこいのが特徴。お調子者で稲妻の速度で走るのが得意である。彼が登場する舞台は常にメキシコである。基本的には正義感が強く、仲間のネズミが窮地に陥ると猛スピードで駆け付け、ネコ等の外敵から何度も窮地を救っている。走っている間、始終「andale（急げ／そら行け）」「arriba（いいぞ）」などと叫ぶ。
最初に出演したのはロバート・マッキンソン監督の『メキシコ料理は結構（原題: Cat-Tails For Two）』であり、舞台はアメリカの港のメキシコの貨物船であり、絡んだのは猫のコンビで、まだデザインは赤いポロシャツに金歯、目も大きかった。1955年のフリッツ・フレレング監督のチーズはいただきより現在のデザインとなった。後述の通り、3回アカデミー賞にノミネートし、ルーニー・テューンズの人気キャラとなった。さらに1960年代初頭、バッグス・バニーやトゥィーティー等人気キャラが出演しなくなると、彼の出演作品は急激に伸びた。1965年よりダフィー・ダックと絡んでも人気は衰えず、クラシック短編の連載終了前年まで出演した。
1955年にアカデミー賞の短編アニメ賞を受賞した他に、1957年、1959年、1961年にも彼が出演した作品がノミネートしている。
主に絡むのは猫のシルベスターだが、通常名前ではなく「グリンゴ・プシー・キャッツ（面と向かっては「セニョール・プシー・キャッツ）」と呼ぶ。他に絡むキャラクターとしてはロードランナーとコヨーテ、ダフィー・ダックなどがある。従兄弟に「メキシコで最も遅いネズミ」であるスローポーク・ロドリゲス（のろまのロドリゲス）がいる。
一時はヒスパニックに対する人種差別の象徴たるものとして規制されていたが、逆にヒスパニック系の視聴者らから抗議の声が上がり、規制は解除された。

## 登場作品

### 作品リスト
| 邦題                             | 原題                        | 公開日         | 監督                                    | 共演キャラ                                         | 備考                         |
| -------------------------------- | --------------------------- | -------------- | --------------------------------------- | -------------------------------------------------- | ---------------------------- |
| メキシコ料理は結構               | Cat-Tails for Two           | 1953年8月29日  | ロバート・マッキンソン                  | -                                                  | 現在と外見が異なる。         |
| チーズはいただき                 | Speedy Gonzales             | 1955年9月17日  | フリッツ・フレレング                    | シルベスター                                       | アカデミー賞受賞。           |
| 酔っぱらっちゃった               | Tabasco Roads               | 1957年7月20日  | ロバート・マッキンソン                  | -                                                  | アカデミー賞ノミネート作品。 |
| アチチでのーシルベスター         | Gonzales' Tamales           | 1957年11月30日 | フリッツ・フレレング                    | シルベスター                                       |                              |
| ワシ スッカラカン                | Tortilla Flaps              | 1958年1月18日  | ロバート・マッキンソン                  | -                                                  |                              |
| オツムで勝負                     | Mexicali Shmoes             | 1959年7月4日   | ロバート・マッキンソン                  | -                                                  | アカデミー賞ノミネート作品。 |
| 今、そこにあるチーズ             | Here Today,Gone Tamale      | 1959年8月29日  | フリッツ・フレレング                    | シルベスター                                       |                              |
| 宇宙の英雄ゴンザレス             | West of the Pesos           | 1960年1月23日  | ロバート・マッキンソン                  | シルベスター                                       |                              |
| 宿命のライバル                   | Cannery Woe                 | 1961年1月7日   | ロバート・マッキンソン                  | シルベスター                                       |                              |
| グアダルーペの笛吹き男           | The Pied Piper of Guadalupe | 1961年8月19日  | フリッツ・フレレング                    | シルベスター                                       | アカデミー賞 ノミネート。    |
| ドタバタ缶づめ工場               | Chili Weather               | 1963年8月17日  | フリッツ・フレレング                    | シルベスター                                       |                              |
| 小よく大を制しちゃう             | Cats and Bruises            | 1965年1月30日  | フリッツ・フレレング                    | シルベスター                                       |                              |
| 勝利は誰の手に                   | The Wild Chase              | 1965年2月27日  | フリッツ・フレレング ホーリー・プラット | シルベスター、 ロードランナー、 ワイリー・コヨーテ |                              |
| 戦場にこけるダフィー             | Assault and Peppered        | 1965年4月24日  | ロバート・マッキンソン                  | ダフィー・ダック                                   |                              |
| どうしてもとうもろこし!          | Chili Corn Corny            | 1965年10月23日 | ロバート・マッキンソン                  | ダフィー                                           |                              |
| とめないで！ミュージック         | Go Go Amigo                 | 1965年11月20日 | ロバート・マッキンソン                  | ダフィー                                           |                              |
| 家とりゲーム                     | The Astroduck               | 1966年1月1日   | ロバート・マッキンソン                  | ダフィー                                           |                              |
| ダフィー ゴンザレスに挑戦        | Daffy Rents                 | 1966年3月26日  | ロバート・マッキンソン                  | ダフィー                                           |                              |
| 変身ダフィー                     | A- Haunting We Will Go      | 1966年4月16日  | ロバート・マッキンソン                  | ダフィー ウィッチ・ヘイゼル                        |                              |
| 流れ者ダフィーVSおたずね者ゴンザ | Feather Finger              | 1966年8月20日  | ロバート・マッキンソン                  | ダフィー                                           |                              |
| ダフィーのバーガーショップ       | Daffy's Diner               | 1967年1月21日  | ロバート・マッキンソン                  | ダフィー                                           |                              |
| 楽しい!?船旅                     | Go Away Stowaway            | 1967年9月30日  | アレックス・ロヴィー                    | ダフィー                                           |                              |
| ずっこけバースデー               | Fiesta Fiasco               | 1967年12月9日  | アレックス・ロヴィー                    | ダフィー                                           |                              |

## 楽曲
スピーディー・ゴンザレスを題材にしたノベルティ・ソング「Speedy Gonzales（スピーディー・ゴンザレス）」を、1961年にデイヴィッド・ダンテが発表した。1962年にパット・ブーン（英語版）、マノーロ・ムニョス（スペイン語（中南米）版）、ダリダ（フランス語版、仏題は「Le Petit Gonzales」）らがカバーした。日本では1962年に伊藤アイコがカバーし、シングル「さいはての慕情」のB面に収録した（訳詞：水島哲）。その後様々なアーティストによってカバーされている。
また、Jリーグジュビロ磐田・FC東京・ヴィッセル神戸・大宮アルディージャなどのクラブにおいて、応援用チャントとしても使用されている。

## 担当声優
- 不明 (バッグス・バニー劇場)
- 肝付兼太(バックス・バニーのゆかいな仲間たち スペシャル)
- 飛田展男 (TBS版マンガ大作戦、ぶっちぎりステージ(途中まで))
- 滝沢ロコ (ぶっちぎりステージ(途中から))
- 三ツ矢雄二 (バッグス・バニーショー)

## 註
1. ↑  FOXニュース - Speedy Gonzales Caged by Cartoon Network （英語）